# 米村嘉一郎

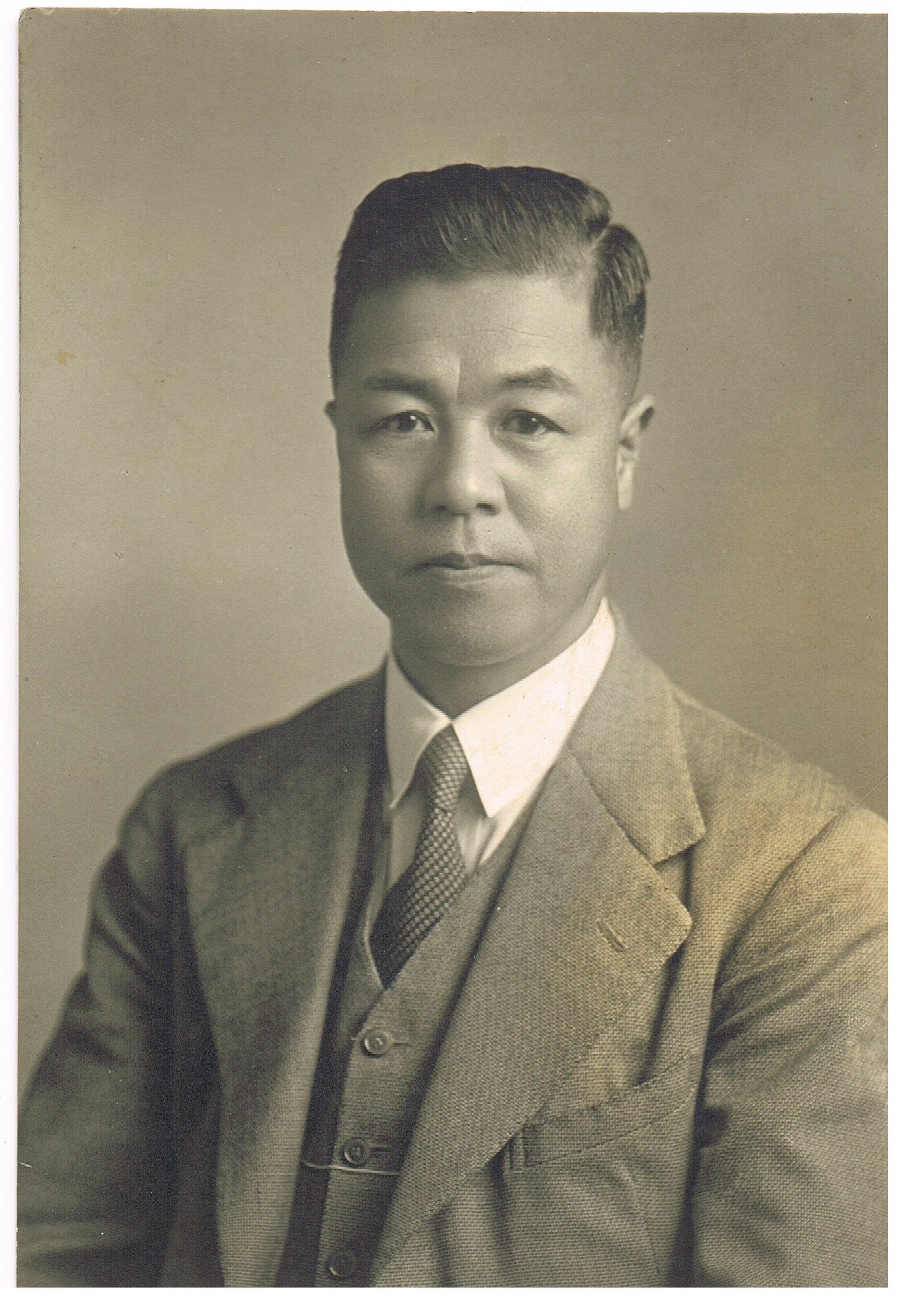
無線通信局長時代の米村嘉一郎

米村 嘉一郎（よねむら かいちろう、1884年（明治17年）6月1日 - 1976年（昭和51年）10月26日）は、日本で最初の無線通信士。関東大震災の際、被害状況を速やかに無線通信により海外に発信し、国際的な救援活動が行われるきっかけを作った。

## 経歴

### 通信士取得まで
石川県金沢市野町で生まれた。父　又二郎（旧姓佐々木）は富山県東砺波郡野原の出身で、祖父の越中屋又次郎は金沢で米穀商を営んでいたが、養子である又二郎の時、金沢市野町1丁目6番地に移り筆墨商をわずかに営んでいた。店は今の犀川大橋のたもとにあり、近くに住んでいた室生犀星とも一緒に遊んでいたという。子供の頃から優秀で字も上手だったので金沢野田山にあった米村家墓石の字は子供の嘉一郎が書き上げたという事で残っていた。旧制石川県立金沢第一中学校（現・石川県立金沢泉丘高等学校）に進学する。 14歳の時には弟彦二や仲間と同人誌を作り、号は琴音と称し文章だけでなく、絵など多彩な才能を見せている。
金沢第一中学校三年終了後、金沢郵便電信局有線電信士となっていたが、逓信省の逓信官吏練習所東京郵便電信学校通信科に入学。1902年（明治35年）3月には通信科を第3期で卒業し、その後金沢通信伝習生養成所の主任教官をしていた。1907年（明治40年）8月に逓信省が無線電信局の開設のために希望者を募集した際、それに応じた。1908年（明治41年）5月専修科無線電信通信科を第一期として卒業した。同年、国際無線電信条約が実施される。これに伴い、この年の5月16日に千葉県銚子に日本最初の海外無線電信局が、また船舶においても東洋汽船の新造客船天洋丸に船舶局が設置される。これが日本で最初に公衆通信に電波を利用した事例である。嘉一郎は日本で最初の船舶無線通信士となった。

### 船舶無線通信士時代

#### 日本で最初の船舶無線通信
嘉一郎が電信局長に就任した天洋丸は、開設同日に横浜から香港に向けて出港したが、この航海中に天洋丸と銚子無線局の間の交信はできなかった。房総半島が障害となり電波が通じなかったためである。銚子無線局と海上にある船舶との通信は、1908年（明治41年）5月27日、嘉一郎が無線局長として新たに乗船した日本郵船の丹後丸が、シアトルに向けて横浜を出港後に初めて実現した。
誰も経験のない状況の中で、東京湾と銚子というわずかな距離でさえも房総半島の山が邪魔して通信できないこと、昼と夜では通信距離が全然違うこと、空電といって電磁波の影響で雑音がいろいろ入って通信ができないことなど、一つ一つ経験してやっと理解していく状況であった。しかしアメリカに着く時にはこの経験を生かしシアトルに着く前日からアメリカの交信局と連絡を取り、船から発信した電報や船客から依頼された電報を送信することができた。当時日本からアメリカへの移民が盛んで「写真結婚」と言って毎航多数の花嫁が船客を占め、この人達から船の着時を知らせて出迎えを頼む電文の代筆をしたという。

#### 船舶ニュース
当時無線電信自体が珍しかったことから、新聞には船の入出港毎に航海の模様や出来事など、無線通信の通信距離などが掲載されていた。一例として、1909年（明治42年）3月14日報知新聞夕刊には以下のような電文紹介の記事が掲載されている。
また日本国内での出来事を船舶に通信し、乗客に公表していたが、さらにそれが進み船内新聞という形で、航海上の貴重な情報源とすることに役立った。

#### 欧州航路の無線調査　伊予丸無線局長
最初はアメリカ航路の船舶のみに無線装置が設置されていたが、欧州航路への搭載に向け、嘉一郎は伊予丸無線局長として調査を実施した。1909年（明治42年）5月横浜を出港し、上海、香港、シンガポール、ペナン、コロンボ、スエズ、ポートサイド、マルセイユ、ロンドン、アントウェルペン、ミドルスブラを往復して9月末に横浜に帰国した。その結果「欧州では、接近して多数の無線局があり、日夜電波の交換が絶えないので、太平洋でするように遠距離通信の必要が無く、またそれを強行するものもない」という理由から欧州航路には時期尚早として見送られ、欧州航路の船舶無線は第一次世界大戦勃発後の1914年（大正3年）7月まで待つことになる。

### 銚子無線局長、船橋無線電信局時代
銚子無線電信局は日本最初の無線電信局として1908年（明治41年）5月16日に開設されたが、設備、能力とも増強され1915年（大正4年）には主にアメリカ航路または付近海上を航行する内外国船舶と通信し、一ヶ月800通あまりの内外国無線電報を取り扱い、1日5隻の船舶と交信をする重要な無線局になっていた。1910年（明治43年）7月9日には逓信大臣の後藤新平が視察し、その後1911年（明治44年）5月20日には大正天皇（当時は皇太子）が訪問した。
1913年（大正2年）4月、嘉一郎は3代目の銚子無線局長となる。この時期、無線電信の概説書として、局の小松三郎の協力も得て『通俗無線電信』を1915年（大正4年）4月電友社から刊行している。国立図書館に蔵書があり、目次は下記の通り。
無線局では当時、無線通信士には英語力が必須として毎日午前9時から1時間、英語読書会をおこなった。1913年（大正2年）6月から1916年（大正5年）2月までの約2年半の対象として8冊の書籍が挙げられている。
1914年、アメリカ・マルコーニ社（RCAの前身）から、サンフランシスコとハワイに設置した強力な無線電信局より日本に無線連絡を延長したいという申し出がなされる。当時海軍が建設中の無線電信所船橋送信所を逓信省が使用して、ハワイとの無線連絡試験を1915年7月からの1年間に4回実施した。この試験に嘉一郎も参加している。試験により昼夜ともに通信できる見通しが立ったことから、1916年9月に逓信省船橋無線電信局が併設され、嘉一郎は業務開始の準備を他の3人の通信書記とともに担当、11月16日に一般電報の取り扱いを開始した。

### 磐城無線電信局長 関東大震災海外への第1報

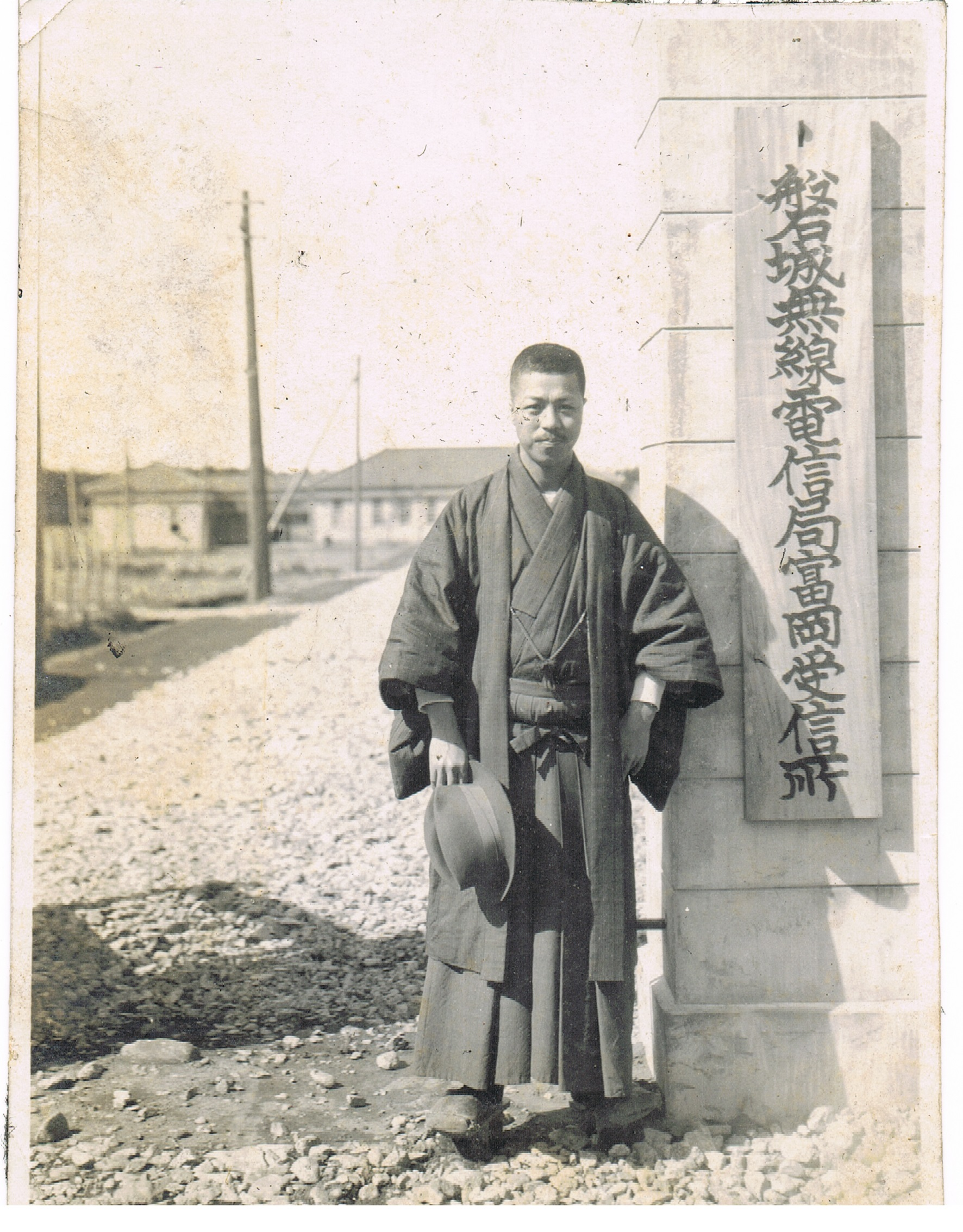
磐城無線局長時代の米村嘉一郎

船橋無線電信局開局3年後の1919年（大正8年）には電報取扱数は56238通を数え、日を追って増加した。国際電信は貿易に最も多く利用され、東京、横浜、大阪、神戸などの大都市にある貿易業者に発着する商用電報が大部分を占めていた。船橋無線局は軍用と商用と兼ねていたため、逓信省は公衆通信専用の無線電信局を福島県に建設した。
当時送信と受信は同時に行えず、二重通信をするために、送信機と受信機の設置場所を分けることとし、相馬郡原町（現・南相馬市原町区）に送信局（1921年3月完成）、双葉郡富岡に受信局（1920年4月完成）をそれぞれ設置した。これらは「磐城無線電信局富岡受信所」「磐城無線電信局原町送信所」と名付けられた。1920年5月に正式に磐城無線電信局が開局されると、嘉一郎は初代局長となった。磐城無線電信局原町送信所は、1923年9月1日の関東大震災の災害情報をアメリカに伝え、海外への第一報となった。
嘉一郎は「電波界50年思い出の記」の中でこう書いている。
アメリカワシントンポスト紙1923年9月4日付にもこの無線通信士のことが紹介されている。その後、諸外国からこの無線通信による災害情報の伝達について感謝が複数寄せられた。沖野岩三郎の『童話読本』に収録された「事実童話編」に「世界の英雄」として紹介されている。
嘉一郎は後に振り返り、
とも述べている。

### 東京無線電信局へ
無線の中央操縦方式とは、受信局と送信局をそれぞれ離れた地方に設置して、これを中央都市にある通信取扱局で電線によって操縦する方式である。開発されたアメリカでは、RCAがニューヨークの中央局（Radio Central）から4ヶ所の送信局と1ヶ所の受信局を操縦して多数回線の多重通信をおこなっていた。日本でもこの方式を真似、日本無線電信株式会社が埼玉県に福岡受信所を建設し、東京で直接二重通信を実施する施設が1927年（昭和2年）に完成した。これにより1927年8月7日、磐城無線電信局は廃止され、その業務の一切を東京無線電信局に併合し、無線電信中央操縦方式に移行された。無線通信技術を持つものは他にいないため、嘉一郎を含む磐城無線電信局の局員全員が東京に移動し、無線通信を中断させずに移行を完了した。

#### 理化学研究所サイクロトロンの一部に
当時長波の送信機の一部に電弧発信器が使われていたが、長波から短波に移行し、1931年（昭和6年）原ノ町送信所が廃局になった時、理化学研究所に電磁石が寄贈され、仁科芳雄博士の指導の下にサイクロトロンの試作に利用された。たまたまこのサイクロトロンの設計には嘉一郎の娘婿の竹内耕造が参加していて、親子2代での原ノ町送信所の大磁石が仕事上つながったのは奇遇でもあると述べている。この時理化学研究所には2ヶの電磁石が送られたが、1ヶは改造の上、国内初めてのサイクロトロンとして完成したがこのサイクロトロンは太平洋戦争の空襲の際に焼け落ちて無くなっている。戦後復旧作業の中で再度もう一つの電磁石が使用されたサイクロトロンが理化学研究所で製作された。現在でもこの電磁石がサイクロトロンの記念碑として日本アイソトープ協会に保存されている。

### 依佐美送信所長
対欧州向け通信局である依佐美送信所は、愛知県碧海郡依佐美村（現・刈谷市）に1929年（昭和4年）3月に完成した。同年4月15日から実際通信を開始した。当時短波も検討されたがまだ信頼に足りないという事でメインは長波の送信所として広大な土地に長波用無線アンテナが立てられ大規模な無線送信機が装備された。その後短波を使用すると予想以上に好調であり、長波、短波併用して運用された。現在はフローラルガーデンよさみという名前で公園化され、その一部に依佐美送信所記念館が残されている。ここには当時の送信所施設の一部が常設記念館として展示されている。

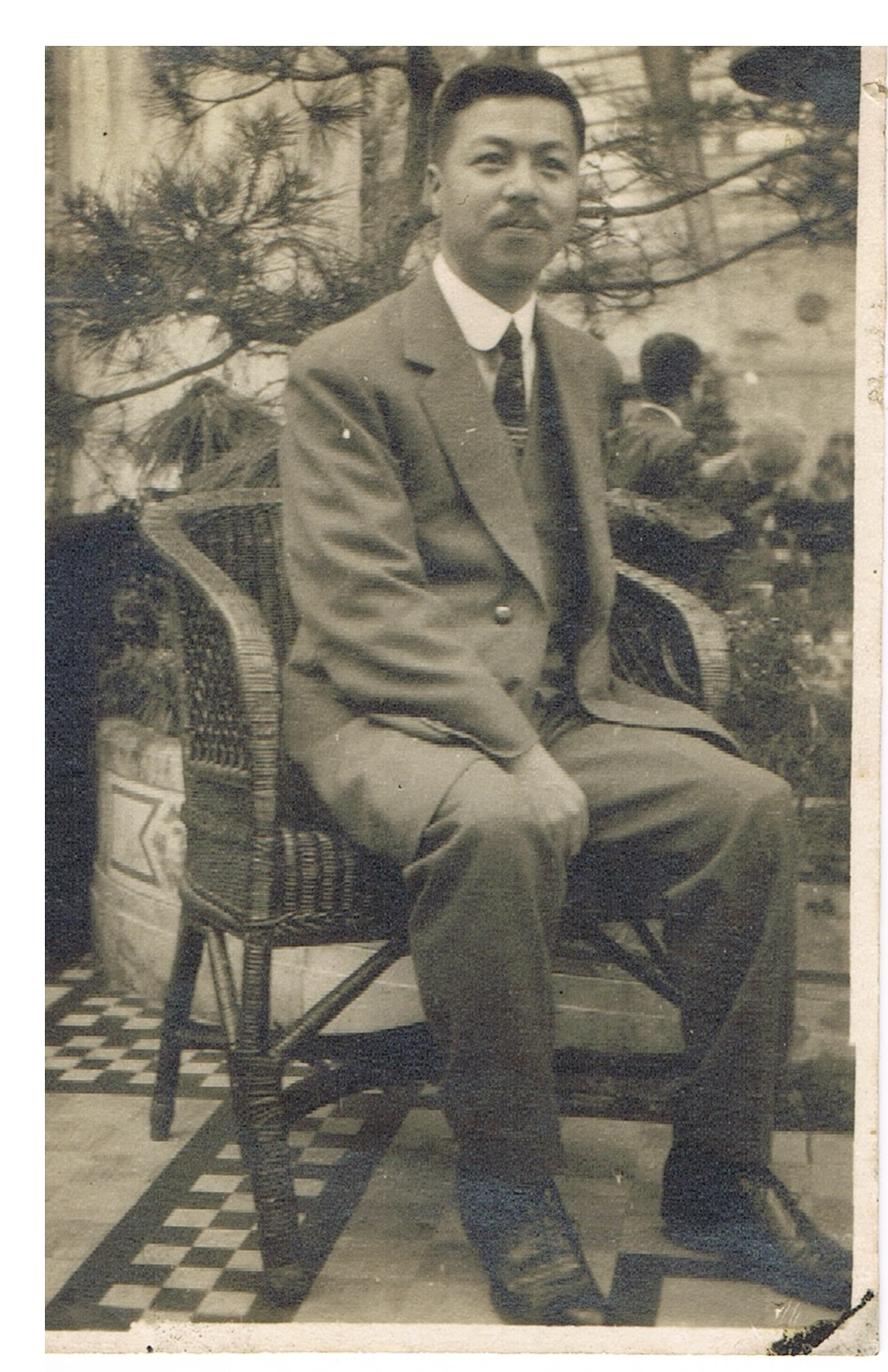
無線通信局長時代の米村嘉一郎

嘉一郎は1929年（昭和4年）8月12日付で日本無線電信株式会社の社員になり、依佐美送信所長を命じられた。その後1938年（昭和13年）3月日本無線電信株式会社が国際電気通信株式会社に改組され、本社の監査課長を命じられて東京に帰京するまで9年間、依佐美、その後大阪で単身赴任生活を行った。

### 太平洋戦争中
1941年（昭和16年）12月の太平洋戦争開始後、国際電気通信会社の南方占領地域に資材を送り通信施設の開設と拡充が軍部の指示により急速に進展した。海軍の占領地域は今日のインドネシアのうちジャワ、スマトラ、北ボルネオを除く全地域であったが、この地域の通信施設建設のため、1942年（昭和17年）セレベス島マカッサルに要員が派遣されることとなり、嘉一郎はその一員として9月7日に横浜を出港、10月4日にマカッサルに到着した。
12月8日の開戦一周年記念日までに間に合わせる前提であったが、資材が到着したのは20日前だった。通常2ヶ月を要する設置調整をわずか20日で仕上げ、12月7日午後4時に試験電波を発射することができた。その後1942年（昭和17年）12月1日にはマカッサル市内の電話交換を取り扱う電話局の開始、1943年（昭和18年）2月1日には対内地の無線電話連絡とマカッサル電報局の無線電信業務を正式に開始した。
現地人の通信従事者を可能な限り使用する方針で養成所（技術課および通信課）を設置し、17歳から24歳程度の男子を入学させ、45名を卒業させた。1943年には空襲が始まり、7月18日夜中の空襲では構内の防空壕の至近距離に着弾、きわどいところで命拾いしたという。1944年（昭和19年）7月日本に帰還した。

### 太平洋戦争後
終戦後1947年（昭和22年）から電波振興会で英文の翻訳の仕事に従事。88歳まで毎日調布市の自宅から霞が関の郵政省まで電車で通っていた。

#### ドイツ少年からの手紙
1956年（昭和31年）5月10日の朝日新聞に「私は英雄ではない」と題した以下のような記事が掲載された。「勇敢なる米村電信手は生きていますか？」というドイツの一中学生の手紙が9日朝、駐日ドイツ大使館から東京部外務室長へ届いた。日本人の間ではほとんど知らない米村電信手について、このドイツ少年は「大正12年の関東大震災の時、米村電信手が東京から世界に向かってSOSを打ち続け、数千の人名を救ったことはドイツの教科書にも書かれている」と記し、新聞記者が事実を調べた結果を伝えていた。「地震で揺れている危険な中でSOSを発信し続けた」というのは事実ではなかったが、大震災から33年後に嘉一郎の事績が取り上げられることとなった。この話題は当時の小学生向けの教育雑誌『三年の学習』でも「ゆうかんなでんしん手」として取り上げられている。

#### NHKラジオ「朝の訪問」　NHKテレビ「私の秘密」に出演
1956年（昭和31年）6月1日にNHKラジオ「朝の訪問」という番組に出演。この日は電波の日であり、奇しくも嘉一郎の誕生日でもあった。当時の無線通信の黎明期に関する状況をインタビューに答えて話している。1958年（昭和33年）5月12日には日本の海上無線通信50周年記念式典の関連として、NHKテレビの当時の人気番組「私の秘密」に「私は無線通信士第1号です」というタイトルで出演した。